# 山形高等学校 (旧制)
| 山形高等学校 | 山形高等学校                        |
| ------------ | ----------------------------------- |
| 創立         | 1920年                              |
| 所在地       | 山形県南村山郡東沢村 （現・山形市） |
| 初代校長     | 三輪田輪三                          |
| 廃止         | 1950年                              |
| 後身校       | 山形大学                            |
| 同窓会       | ふすま同窓会                        |

旧制山形高等学校 （きゅうせいやまがたこうとうがっこう） は、山形県南村山郡東沢村（現在の山形市）に設立された官立旧制高等学校。

## 概要
- 改正高等学校令に基づき官立の三年制高等学校として設立され、高等科 （文科・理科） を設置した。
- 第二次世界大戦後の学制改革により新制山形大学に包括され、文理学部 （現 人文学部・理学部） の母体となった。
- 同窓会は 「ふすま同窓会」 と称し、旧制 （山形高）・新制 （山形大学文理学部・人文学部・理学部） 合同の会である。同窓会名・校章に使われた 「ふすま」 は、地元の鳥海山固有種の高山植物 「チョウカイフスマ」（鳥海衾、Arenaria merckioides var. chokaiensis）を指す。

## 沿革

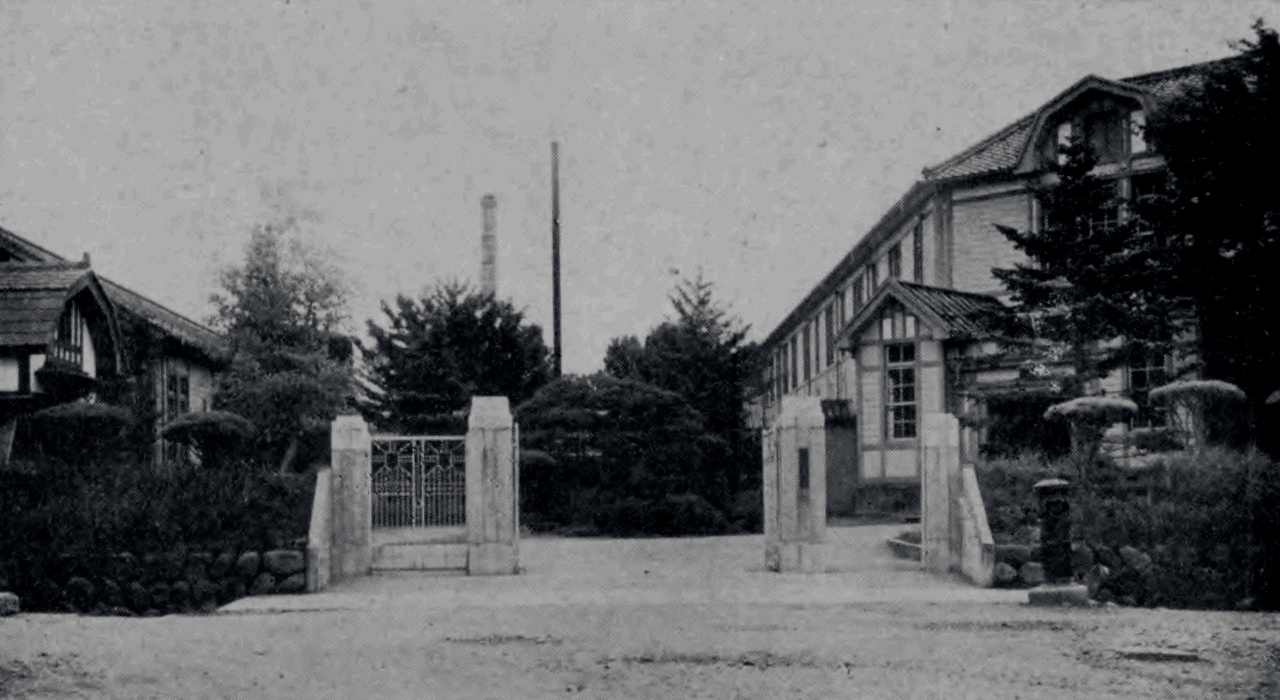
山形高等学校校門（1938年）

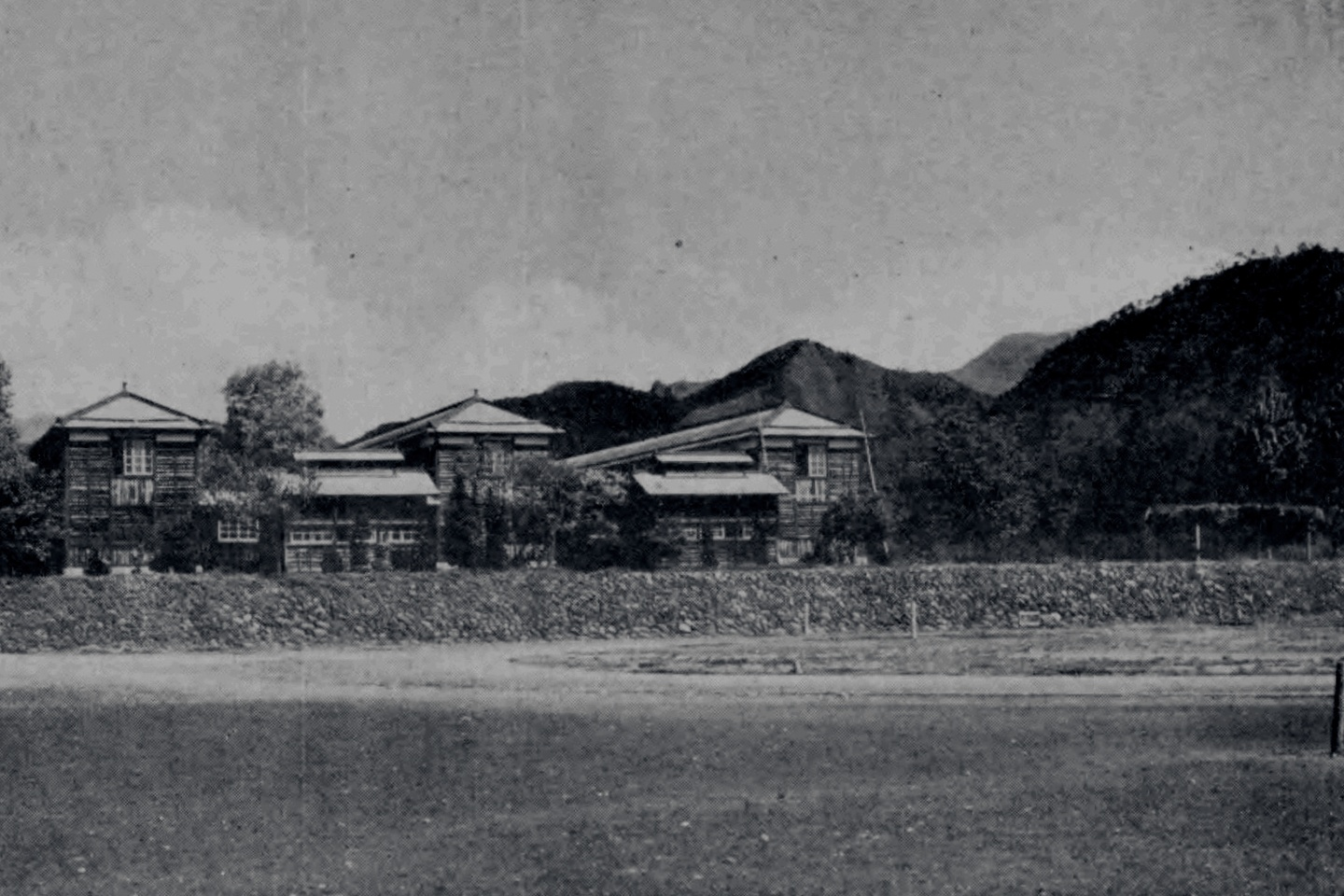
山形高等学校学寮（1938年）

- 1920年4月17日 - 山形高等学校設置。
- 1920年8月2日 - 第1回入学式。
- 1920年9月4日 - 仮校舎 （山形中学校校舎） で授業開始。
- 1920年10月5日 - 創立祝賀会開催。
- 1921年1月 - 南村山郡東沢村 （のちの山形市小白川町） の新築校舎に移転。
- 1921年4月 - この年から 4月入学に変更。
- 1921年11月 - 学寮にて賄征伐事件。
- 1922年10月5日 - 第1回学寮記念祭 （以後毎年 10月5日に挙行）。
- 1923年3月 - 第1回卒業。
- 1924年5月17日 - 校舎落成式挙行。
- 1925年4月 - 学寮調理部、自営に変更。
- 1928年6月 - 同盟休校事件発生。
- 1936年9月 - 校旗制定。
- 1938年4月 - 校歌制定 （島村盛助［苳三］ 作詞、大中寅二 作曲）。
- 1945年5月 - 軍医学校が構内に疎開 （- 1945年9月）。
- 1948年5月 - 東北大学評議会にて、二高・山形高を合併する決議。
- 1948年7月 - 東北大学への合併を断念。
  - 文部省の方針に従い、山形県内の旧制高等教育機関と共に新制大学設立となった。
- 1949年5月 - 国立学校設置法により新制山形大学設置。
  - 文理学部の母体として包括される。
- 1950年3月 - 旧制山形高等学校、廃止。

## 歴代校長
- 初代 - 三輪田輪三 （1920年4月 - 1926年3月）
- 第2代 - 葉山万次郎 （1926年3月 - 1930年4月）
- 第3代 - 久保良澄 （1930年4月 - 1935年9月）
- 第4代 - 石井忠純 （1935年9月 - 1936年9月）
- 第5代 - 佐野保太郎 （1936年9月 - 1941年4月）
- 第6代 - 西沢富則 （1941年4月 - 1944年11月）
- 第7代 - 日野月明喜 （1944年11月 - 1947年10月）
  - （校長事務取扱者）柳原吉次 （1946年11月 - 1947年10月）
- 第8代 - 高橋里美 （1947年10月 - 1948年7月）
- 第9代 - 北岡馨 （1948年7月 - 1950年3月）
  - 新制山形大学文理学部 初代学部長 （1949年5月 - ）

## 校地の変遷と継承

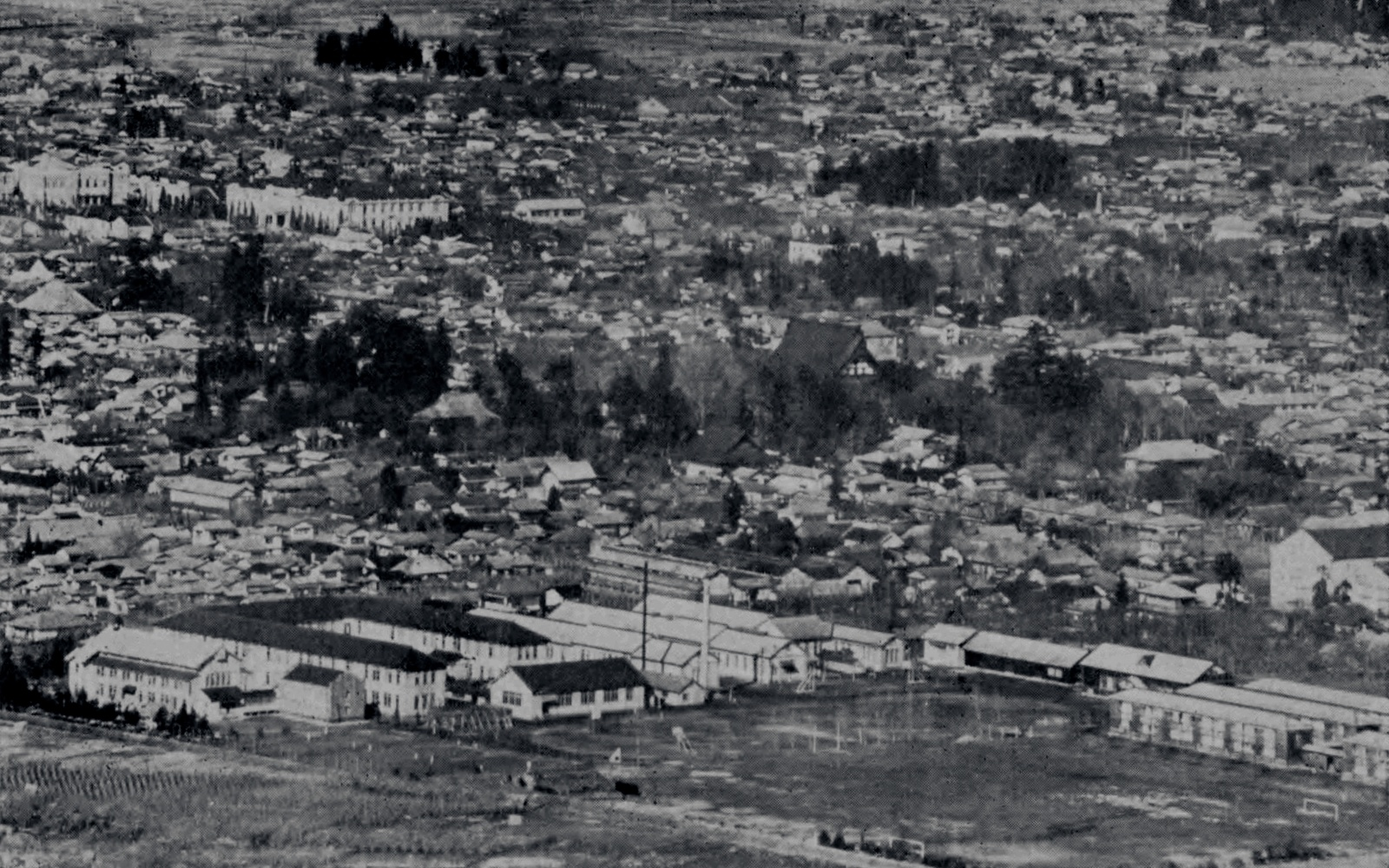
山形高等学校全景（1938年）

1920年の創立当初は山形県立山形中学校 （現・山形県立山形東高等学校） の校舎を間借りした。翌1921年1月に、南村山郡東沢村の校舎が竣工し、移転した。1931年4月以降は学校の所在地を山形市小白川町としているが、同じ校地であり、学校の廃止まで維持された。小白川校地は後身の新制山形大学文理学部に引き継がれた。

## エピソード
第二次世界大戦中、日本でも、都内にあった理化学研究所で原子爆弾が開発され、戦況の悪化に伴い、理化学研究所が疎開した。その疎開先が旧制山形高等学校であり、当地でも人知れず研究が行われたとの事である。

## 著名な出身者

### 政界
- 安孫子藤吉（元自治大臣、元山形県知事）
- 伊藤茂（元運輸大臣、元社会民主党衆議院議員）
- 稲葉修（元法務大臣）※中退
- 岡野裕（元労働大臣）
- 粟山明（元自由民主党衆議院議員）
- 紺野与次郎（元日本共産党衆議院議員）※中退
- 佐々木満（元総務庁長官）
- 佐々木義武（元通商産業大臣）
- 鹿野彦吉（元自由民主党衆議院議員）
- 高田景次（元秋田市長）
- 竹内潔（元自由民主党参議院議員、三木武夫秘書）
- 多田省吾（元公明党参議院議員）
- 華山親義（元日本社会党衆議院議員、元山形県副知事）
- 降矢敬義（元自由民主党参議院議員、元自治事務次官）
- 前川忠夫（元香川県知事）

### 官界
- 明石康（元国連事務次長）

### 財界
- 安西正夫（元昭和電工社長）
- 石塚庸三（元パイオニア社長）
- 木川田一隆（元東京電力社長）
- 高橋政知（元オリエンタルランド社長）
- 武田豊（元新日本製鐵社長）
- 山崎巌（元横河電機社長）
- 鈴木大吉（元日本団体生命保険副社長）

### 学界
- 神津康雄（医師、日本医師会理事、日本寮歌祭実行委員長）
- 高山岩男（哲学者）
- 鈴木光男（東京工業大学名誉教授、ゲーム理論における日本の第一人者）
- 土井武夫（航空機技術者、川崎航空機設計技師、名城大学教授）
- 細谷恒夫（教育哲学者）
- 村山七郎（言語学者）
- 泉久雄（法学者）
- 佐治守夫（心理学者）
- 時野谷滋（日本史学者（制度史）、文部省教科書調査官）

### 文学
- 赤城さかえ（俳人、俳論家）
- 今泉篤男（美術評論家）
- 亀井勝一郎（文芸評論家）
- 駒田信二（小説家、中国文学者）
- 神保光太郎（詩人、日本浪漫派）
- 鈴木清（小説家）※中退
- 戸川幸夫（小説家）※中退
- 星川清司（小説家、脚本家）

### 体育
- 高木正征 （陸上競技・短距離走）
- 山崎諭（東大野球部唯一の2位時の投手、東海大三高監督・校長）

## 関連書籍
- 山形高等学校四十年記念会（編）『創立四十年誌』1960年10月。